# Нематода оцтова
Нематода оцтова (лат. Turbatrix aceti, синонім Anguillula aceti) — вид нематод з червоподібною формою тіла, які живуть у фруктах, в яких відбувається оцтове бродіння, і в оцті. Трапляються в цукрі, спиртовмісній масі, одержуваній при бродінні. Харчуються оцтовокислими бактеріями. Ці нематоди можуть жити в кислому середовищі, pH якого коливається від 1,6 до 1,1. Довжина тіла 1-2 мм. Тварини білуватого кольору, задня і передня частини округлі. Після вилуплення з яйця проходять чотири личинкові стадії. Збільшення колонії відбувається швидко.
Хоча вони нешкідливі і не є паразитами людини, залишати нематод у пляшках оцту для споживачів вважається небажаним і не дозволяється. Виробники зазвичай фільтрують і пастеризують свій продукт перед розливом, щоб запобігти потраплянню нематод. Оцтові нематоди можна знайти у непастеризованому оцті.
В акваріумістиці використовуються для годування личинок риб. Для цього передбачається спеціальна культура.